# Akademija, Kėdainiai
Akademija (Polonais Akademia) est une ville du centre de la Lituanie, située dans l'Apskritis de Kaunas mais appartenant à la municipalité du district de Kėdainiai.

## Description
Située dans l'Apskritis de Kaunas, la ville d'Akademija fait partie de la municipalité du district de Kėdainiai et ne doit pas être confondu avec son homonyme Akamdemija de la municipalité du district de Kaunas.
Akademija se trouve sur la rive gauche de la rivière Dotnuvėlė. Selon le recensement de 2011, le village compte 752 habitants. Le Centre de recherche lituanien sur l'agriculture et la foresterie se trouve ici. En 2018, le centre emploie au total 545 personnes, dont 187 chercheurs. Il compte 56 doctorants. Il y a le manoir Dotnuva et un grand parc à Akademija.

## Historique
En 1919, une école consacrée à l'agriculture et à la sylviculture est ouverte sur le domaine de Piotr Stolypine. En 1922, la première station de sélection végétale de Lituanie y est créée par Dionizas Rudzinskas. En 1923, une station d'essais sur le terrain est également créée. Une académie agricole fonctionne dans ce lieu ici de 1924 à 1945. En 1944, le hall principal de l'académie est détruit par les forces allemandes et en 1946, l'académie est transférée à Kaunas. En 1956, l'institut agricole lituanien y est transféré de Vilnius et en 2010, il est rebaptisé Centre de recherche lituanien pour l'agriculture et la foresterie.
En 1923, les membres du 49e groupe de fusiliers techniques ont participé à la libération de Klaipėda. En souvenir de cette marche, un monument a été construit en 1928 dans le parc et qui a survécu jusqu'à ce jour. En 1925 l'église orthodoxe, construite sous l'Empire russe, est donnée aux catholiques. Cette église est démolie pendant l'occupation soviétique (1963).